# Кульомін Максим Олександрович
Максим Олександрович Кульомін (рос. Максим Александрович Кулёмин; нар. 25 травня 1989, Уссурійськ, Приморський край, РРФСР) — російський футболіст, захисник та нападник.

## Життєпис
До переходу в 2007 році у владивостоцький клуб «Промінь-Енергії» грав у дублі московського «Локомотива». У Владивостоку також грав за дубль, окрім цього провів 2 матчі в Прем'єр-лізі в сезоні 2008 року. Влітку 2009 року відданий в оренду «Сахаліну», а потім уссурійському клубу «Мостовик-Примор'я». У 2011 році підписав контракт зі «Зміною» (Комсомольськ-на-Амурі). У 2012 році опинився в «Якутії». У 2013 році грав у комсомольській команді ДСІ. Станом на 2017 рік проходить службу на Тихоокеанському флоті. З 2018 з 2019 рік грав в аматорській команді «Шахтар-СУЕК».